# Mihail Strajan
Mihail Strajan (Tiur, 1841-Râmnicu Vâlcea, c. 1915) fue un profesor, publicista y escritor rumano.

## Biografía
Nacido el 2 de octubre de 1841 en Transilvania, al parecer era natural de Tiur. Estudió en Blaj y se graduó en la Facultad de Letras de la Universidad de Bucarest y en la Facultad de Filosofía de la Universidad de Berlín (1872). Tras finalizar estos estudios ingresó a la profesión docente. Desde 1873 hasta al menos 1897 fue profesor de lengua rumana en el instituto Carol de Craiova. Falleció en 1915 o 1918en Râmnicu Vâlcea.
Publicó Anuarul de statistică (1880), Manualul de gramatica limbei române (1881), Curs de limba italiana, Grădinele de copii (1887), Manual de bună cuviință (1890), Începutul renascerei naţionale (1891), Principii de literatură (1892), Principii de estetică şi poetică (1893), Epistolar (1893), Chestiuni literare şi pedagogice (1897).